# Arthur Blakiston
Pas d'image ? Cliquez ici

a Compétitions nationales et continentales officielles uniquement.

b Matchs officiels uniquement.
Dernière mise à jour le 15 février 2023.
Arthur Frederick Blakiston, né le 16 juin 1892 à West Derby (Angleterre) et décédé le 31 janvier 1974 à Salisbury (Angleterre), est un joueur de rugby à XV, qui a joué avec l'équipe d'Angleterre, évoluant au poste de troisième ligne aile.

## Carrière
Il a disputé son premier test match le 20 mars 1920, à l’occasion d’un match contre l'équipe d'Écosse et le dernier contre l'équipe de France le 13 avril 1925.
Arthur Blakiston remporte avec l'Angleterre le tournoi 1924 et le grand chelem.
Il dispute la tournée en Afrique du Sud en 1924 des Lions, il joue quatre rencontres et inscrit un essai.

## Palmarès
- 17 sélections avec l'équipe d'Angleterre
- 6 points, 2 essais
- Sélection par année : 1 en 1920, 4 en 1921, 1 en 1922, 2 en 1923, 4 en 1924, 5 en 1925
- Tournois des cinq nations disputés : 1920, 1921, 1922, 1923, 1924, 1925
- grand chelem en 1924, en 1923, en 1921

### Avec les Lions
- 4 sélections avec les Lions
- 1 essai, 3 points
- Sélections par année : 4 en 1924